# Sockerbagaren

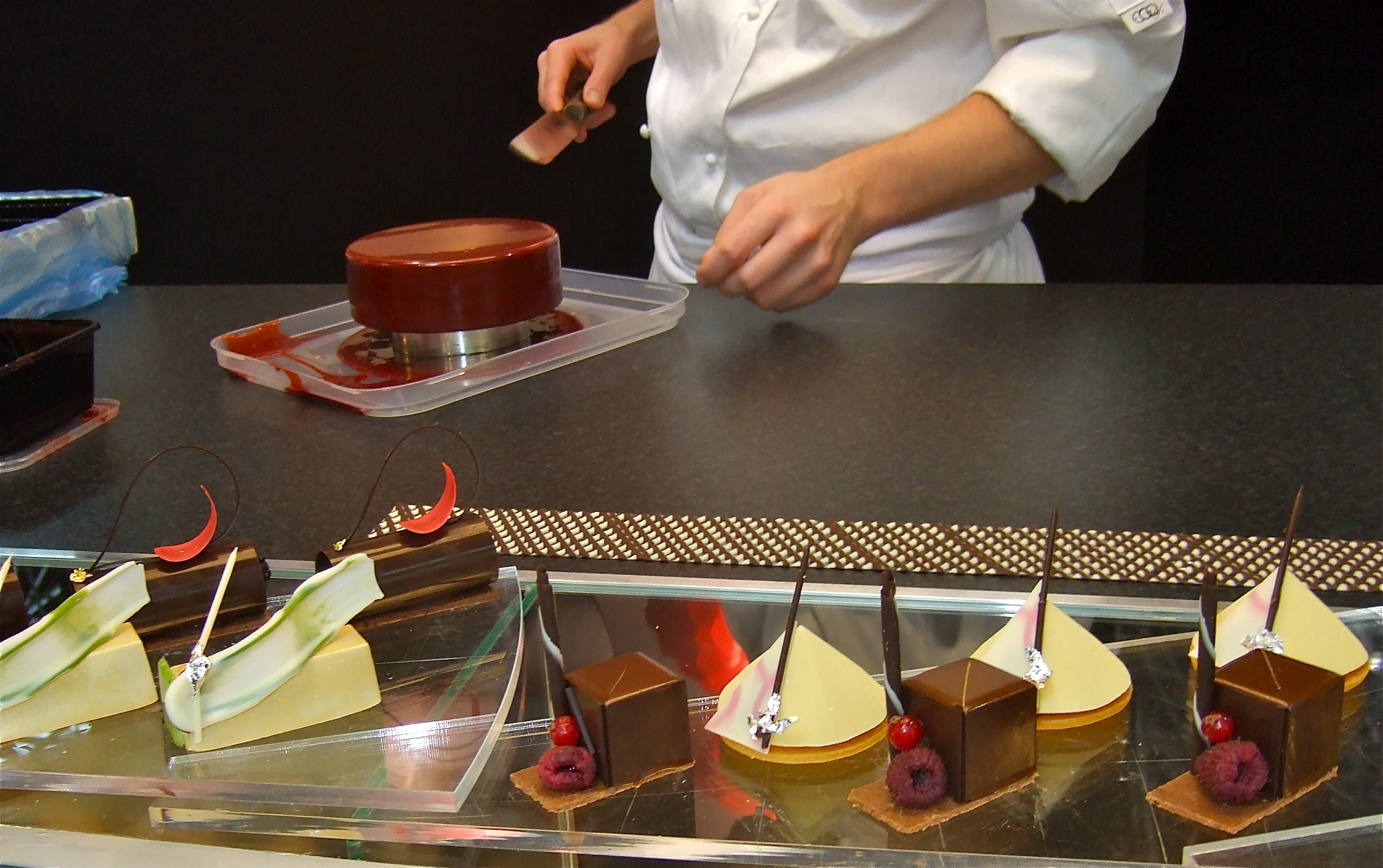
En sockerbagare var förr i världen det som senare kommit att kallas konditor.

Sockerbagaren är en sång med text och musik av Alice Tegnér. Den publicerades i häfte 3 i Sjung med oss, mamma! 1895.
Sången handlar om en sockerbagare, som är en äldre benämning på konditor. De två sista raderna i visan hade ursprungligen lydelsen; Och har du pengar så kan du få, men har du inga så får du gå. Elsa Beskow, som stod för illustrationerna i många av Tegnérs sångböcker, lär ha haft synpunkter på dessa rader och föreslog i stället texten med snäller och stygger. Sången förknippas ofta med Lucia och förberedelserna inför julen då den innehåller ord som "julgranssaker" och "pepparkakor".

## Tryckta utgåvor (urval)
- Sjung med oss, Mamma! 3, 1895
- Nu ska vi sjunga, 1943, under rubriken "Andra vackra sånger och visor".

## Inspelningar
En tidig inspelning gjordes i februari 1901, med barnröster och kvinnligt tal, men gavs inte ut kommersiellt. En annan inspelning gjordes av en flickkör som sjöng in sången på skiva i Solna i april 1931 och gav ut den i november samma år. 1990 spelades sången in av Kurt Olsson med damorkestern på Julkurt med damorkestern samt författarna Anders Jacobsson och Sören Olsson på God jul från Bert och Sune
Sången har också spelats in på spanska av Maria Llerena som "El dulcero" på skivalbumet Chiquitico mio från 1988.

## Varianter på text och melodi
- Sången har parodierats bland annat som dryckesvisa. Bland de mer kända kan nämnas Punkrockaren (från Lindeman-sketchen Punkrockare Trindeman Lindeman) och En pilsnerdrickare.
- Trazan och Banarne har framfört sångens text till melodin Some of These Days, vilket även Kerstin Axelsson och Margaretha Evmark gjorde 2007.[6]